# Sophia Kirkby
Sophia Kirkby, född 14 juni 2001, är en amerikansk rodelåkare.

## Karriär
Vid VM 2024 i Altenberg tog Kirkby brons tillsammans med Chevonne Forgan i dubbel samt silver tillsammans med Summer Britcher, Dana Kellogg, Frank Ike, Tucker West och Chevonne Forgan i lagstafetten.